# Ludwig Held

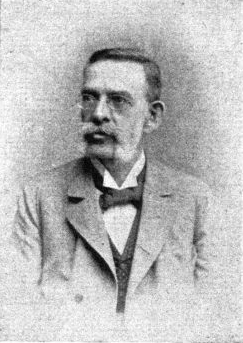
Ludwig Held
(Wiener Bilder vom 25. Februar 1900)

Ludwig Held (* 14. April 1837 in Regensburg; † 2. März 1900 in Wien) war ein österreichischer Schriftsteller und Librettist.
Ludwig Held war nach seiner Übersiedlung nach Wien während der Direktion von Maximilian Steiner Sekretär am Theater an der Wien. Danach arbeitete er als Journalist beim Neuen Blatt und als Theaterreferent für das Neue Wiener Tagblatt und schrieb Operettenlibretti und Possen, manche auch für seinen Sohn Leo Held.
Am 4. März 1900 wurde Held unter ungemein zahlreicher Betheiligung der Schriftsteller- und Künstlerwelt auf dem Wiener Zentralfriedhof zu Grabe getragen (Grabstelle: Gruppe 0, Reihe 0, Nr. 158).

## Werke
Zusammengestellt nach dem Bestand der Kataloge der Österreichischen Nationalbibliothek, Musiksammlung, und der Wienbibliothek (Stand Februar 2009) sowie nach Anton Bauer: Opern und Operetten in Wien.
Belletristik
- Die Gezeichneten, Roman. Erschien in Fortsetzungen im Neuen Wiener Tagblatt.

Bühnenwerke
- Der Zimmerherr, Schwank in 3 Akten. Nach einer Idee des Delacour. G. Steiner, Wien 1889.

Libretti
- Die Näherin, Posse mit Gesang in 4 Aufzügen. Musik von Karl Millöcker. UA: 1880 Wien
- Gefundenes Geld, Posse in 3 Akten. Musik von Julius Stern. UA: 18. Oktober 1884, Theater an der Wien.
- Der Vagabund, Operette in 3 Akten. Libretto nach Émile Souvestre gemeinsam mit Moritz West. Musik von Carl Zeller. UA: 30. Oktober 1886, Carltheater.
- Bellman, komische Oper in 3 Akten, Libretto gemeinsam mit Moritz West. Musik von Franz von Suppè. UA: 26. Februar 1887, Theater an der Wien.
- Der Schlosserkönig, Operette in 3 Akten. Libretto gemeinsam mit Benjamin Schier. Musik von Eduard Kremser. UA: 12. Januar 1889, Theater an der Wien.
- Der Vogelhändler, Operette in 3 Akten. Libretto gemeinsam mit Moritz West. Musik von Carl Zeller; UA: 10. Januar 1891, Theater an der Wien.
- Der Obersteiger, Operette in 3 Akten. Libretto gemeinsam mit Moritz West. Musik von Carl Zeller. UA: 5. Januar 1894, Carltheater.
- Das Modell, Operette in 3 Akten. Libretto gemeinsam mit Victor Léon. Musik von Franz von Suppè. UA: 4. Oktober 1895, Carltheater.
- Die Schwalben, Operette in 3 Akten. Libretto gemeinsam mit Moritz West. Musik von Leo Held. UA: 12. Februar 1897, Theater an der Wien.
- Der Cognac-König, Operette in 3 Akten. Libretto gemeinsam mit Victor Léon nach Eugène Scribe und Jean-François Bayard „La Frontiere de Savoie“. Musik von Josef Franz Wagner. UA: 20. Februar 1897, Carltheater.
- Die Pariserin, Operette in 3 Akten. Libretto gemeinsam mit Victor Léon. Musik von Franz von Suppè. UA: 26. Januar 1898, Carltheater.
- Die Stiefmama, Operette in 3 Akten. Musik von Leo Held. UA: 20. Februar 1900, Theater an der Wien.
- Der Schnüffler, Posse mit Gesang in 3 Akten. Libretto nach einer Idee des Poole. Musik von Leo Held. UA: Wien, 1900 (?)